# Rubus thomsonii
Rubus thomsonii es una especie de planta del género Rubus, perteneciente a la familia Rosaceae.

## Taxonomía
Rubus thomsonii fue descrita por Wilhelm Olbers Focke en 1874.

## Distribución
Se encuentra en el territorio del Himalaya oriental, Nepal y el Tíbet.